# Plaza Mayor de Trinidad
La plaza Mayor de Trinidad se localiza en la ciudad de Trinidad, Cuba, se trata del centro histórico de la ciudad, declarado Patrimonio de la Humanidad por la UNESCO en 1988.
Los edificios que rodean la fecha (plaza central) de los siglos 18 y 19, cuando el comercio de azúcar del cercano Valle de los Ingenios y la trata de esclavos trajo gran riqueza a la zona. Muchos de los edificios que rodean la plaza pertenecía a los terratenientes ricos de la ciudad.